# 岡見京
岡見京（1859年8月15日—1941年9月2日），日本醫師，為第一位從西方大學取得西方醫學學位的日本女性。

## 早期生活
1858年，岡見京出生於青森縣，本名西田京。父親西田耕平為南部藩商人，母親則出身武士家庭。1878年畢業於橫濱共立女學校後，於櫻井女學校教授英語。1884年，25歲的西田京嫁給了藝術老師岡見千吉郎。隨後夫婦倆便相偕前往美國。

## 醫學訓練
在美國，岡見京接受長老教會婦女海外宣傳教會（Women's Foreign Missionary Society）的資助，入讀賓夕法尼亞州女子醫學院。經過四年的學習，于1889年與蘇珊·拉夫萊斯·皮科特一起畢業。因此，他成為第一個從西方大學獲得西方醫學學位的日本女性。

## 醫療事業
回到日本後，岡見京在高木兼寛的邀請進入慈惠醫院（現在的醫院慈惠大學醫學學院）工作。後來明治天皇到訪該院，卻因他是女性拒絕她的照護，岡見京因此辭職。然後，她在位於港區赤坂溜池町的家中開設診所執業及進行手術。岡見京的診所提供婦產科的照護，同時也治療結核病患者。
岡見夫婦皆為虔誠的基督徒，其中千吉郎之兄岡見清致更是致力於建立台町教會（今高輪教會）並創建了頌榮女子學校。岡見京在結束診所執業生涯後，便擔任頌榮女子學校的副校長。1897年，她與朋友特魯夫人（Mrs. True）合作為赤坂醫院分院開設結核病照護機構「衛生園」，地點位於東京府豐多摩。她還在園內建立了一所護理學校，並開創了派遣看護的制度。由於患者大多限於外國女傳教士，醫院在1914年便因病人過少而關閉。後來岡見因乳腺癌退休，潛心信仰與農作，1941年9月2日死於乳癌。
岡見京也參與了基督教在日本的傳教工作，並在日本最大的醫院之一為護士教授解剖學。

## 家庭
女兒：岡見メレー
兒子：岡見清次
孫：岡見吉郎，北海道大學教授